# Мьёльнир и Громсекира
Мьёльнир (англ. Mjolnir) и Громсеки́ра (англ. Stormbreaker) — разумное зачарованное оружие, используемое Тором Одинсоном, скандинавским богом грома и молнии в медиафраншизе «Кинематографическая вселенная Marvel» (КВМ).
Оба являются оружием ближнего боя и были созданы из металла Уру, выкованного из ядра умирающей звезды в гномьем королевстве Нидавеллир при содействии короля гномов и мастера-оружейника Эйтри. Мьёльнир — это молот, который был заколдован отцом Тора, Одином, так что только те, кого молот считает «достойным», способны им владеть и иметь силу Тора. Громсекира — это топор, не обладающий заклинанием достоинства, однако его сила такова, что простой смертный, попытавшийся владеть им, сойдёт с ума.
Мьёльнир впервые появился в сцене после титров фильма «Железный человек 2» (2010), а затем появлялся практически во всех фильмах с участием Тора: «Тор» (2011), «Мстители» (2012), «Тор 2: Царство тьмы» (2013), «Мстители: Эра Альтрона» (2015), «Доктор Стрэндж» (2016), «Тор: Рагнарёк» (2017), «Мстители: Финал» (2019) и «Тор: Любовь и гром» (2022). Громсекира впервые появляется в фильме «Мстители: Война бесконечности» (2018), единственном фильме КВМ, в котором Тор не имеет Мьёльнира. Также появляется в фильмах «Мстители: Финал» (2019) и «Тор: Любовь и гром» (2022).
Альтернативные версии Мьёльнира появляются в первом сезоне сериала «Локи» (2021), а также в первом сезоне анимационного сериала  «Что, если…?» (2021) для Disney+.

## Концепт и создание

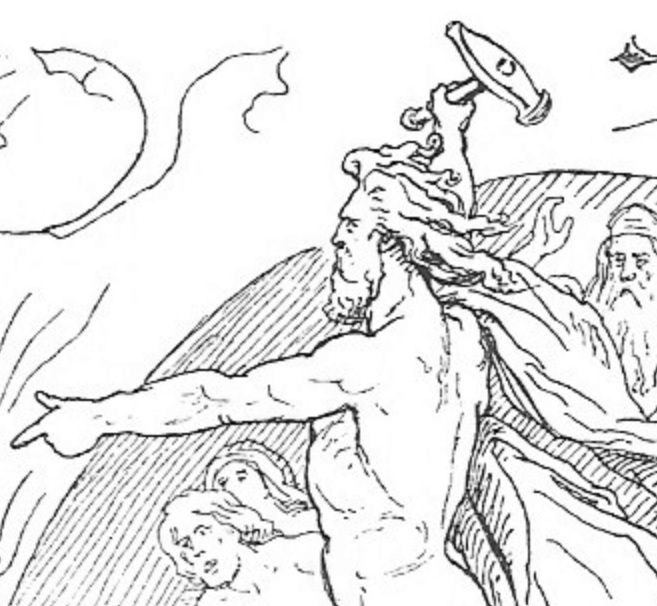
Иллюстрация битвы между Тором и Локи, где также изображён Мьёльнир (1895).

Мьёльнир впервые появился в комиксе Journey into Mystery # 83 (август, 1962), став средством, с помощью которого врач Дональд Блейк превратился в бога Грома Тора Одинсона. Имя молота впервые использовалось в сюжете Tales of Asgard в комиксе Thor # 135 (декабрь, 1966) в рассказе Стэна Ли и Джека Кирби. Происхождение оружия в конечном итоге раскрывается в Thor Annual # 11 (1983), а другая версия представлена в Thor # 80 vol. 2 (август, 2004).
Происхождение Мьёльнира во вселенной Marvel Comics отражает оригинальную скандинавскую мифологию. Молот был создан, когда приёмный сын Одина Локи отрезал волосы богини Сиф с целью шутки, и Тор, пригрозив Локи расправой, пообещал принести волосы от гномов. Локи отправляется в Нидавеллир и заказывает волосы у сыновей Ивальди. Услужливые гномы изготавливают волосы и другие подарки для богов. Локи убеждается, что никто не сможет сравниться с ними в мастерстве, и вызывает гнома по имени Эйтри, чтобы тот изготовил более тонкие сокровища. Создав несколько других волшебных предметов, Эйтри приступает к работе над молотом. Локи боится проиграть пари, и превращается в мотылька, чтобы помешать Эйтри (в оригинальном мифе Локи превращается в овода и жалит помощника Эйтри). В результате рукоятка молота оказывается короче, чем предполагал Эйтри, и им можно было орудовать только одной рукой. Несмотря на ошибку, норвежские боги посчитали, что Эйтри выковал более великие сокровища, и Локи проигрывает пари.
В документальном фильме 2002 года, снятом совместно с Кевином Смитом, Стэн Ли заявил, что его брат и соавтор Ларри Либер первоначально называл Мьёлнир «Молотом Уру». Писатель Рой Томас в конце концов изменил название молота на мифологически правильное имя «Мьёльнир», но сохранил концепцию Ларри Либера о том, что он состоит из вымышленного металла «Уру».

## Дизайн для фильмов
Супервайзер по визуальному развитию Чарли Вен получил задание разработать внешний вид Тора для фильмов и он сосредоточился на смешении элементов из комиксов и норвежской мифологии, «стараясь максимально сохранить норвежскую сторону вещей». Первым элементом дизайна, над которым работал Вен, был Мьёльнир, для которого Вен создал несколько возможных вариантов, включая «традиционный молот Тора с короткой рукояткой, а также версии из Ultimates», из которых режиссёр Кеннет Брана выбрал «наиболее традиционный». В интервью Джимми Киммелу в 2018 году, актёр Крис Хемсворт рассказал, что у него сохранилось несколько бутафорских молотов, созданных для фильма.
Художник, которому было поручено разработать версию Громсекиры для КВМ, Райан Мейнердинг, решил существенно отклониться от дизайна Громсекиры, использованного в комиксах, посчитав, что «оригинальная Громсекира слишком похожа на оригинальный Мьёльнир». Следовательно, Громсекира стала «более похожа на Мьёльнир из Ultimate Marvel чем на оригинальный молот-секиру, подаренный сопернику Тора Бета Рэй Биллу, ставшему в дальнейшем его союзником. Мейнердинг намеренно сделал Громсекиру сравнительно большим и мощным оружием, чтобы показать, что владелец оружия также должен быть кем-то невероятно могущественным.

## Силы и характеристики
Оба оружия могут быть вызваны Тором и после броска возвращаются к нему. Оба оружия также позволяют Тору летать и использовать свою силу для вызова молний. Громсекира обладает дополнительной способностью открывать Биврёст, что позволяет Тору телепортироваться в любую точку Девяти миров. По мнению Screen Rant, Громсекира является более мощным из двух видов оружия, так как обладает большей силой, а также является более крупным и острым оружием. Другие виды оружия также обладают определенной степенью разумности: Громсекира проявляет черты зависти к привязанности Тора к Мьёльниру. Режиссер Тайка Вайтити объяснил это тем, что рукоятка была сделана из руки подростка Грута и передала некоторую угрюмость этого персонажа в том возрасте.

## Вымышленная история

### Происхождение и чары Мьёльнира
В истории КВМ Мьёльнир изначально принадлежал первенцу Одина Хеле, которая использовала его в бою вместе со своим собственным оружием, чтобы подчинить Девять миров вместе со своим отцом. Однако Один, познав её истинные желания, изгоняет её в Хельхейм и помещает Мьёльнир в хранилище Одина. Более тысячи лет спустя сын Одина Тор использует его против Ледяных великанов в Йотунхейме. Тор вновь разжигает войну между Ледяными великанами и Асгардом, и Один изгоняет его на Землю и лишает сверхчеловеческих способностей. Затем Один зачаровывает Мьёльнир, заключая, что если кто-либо окажется достойным, то сможет его использовать и обладать силой Тора, после чего отправляет его на Землю. Молот приземляется в Нью-Мексико. Местные жители пытаются поднять его различными способами, однако никто не оказывается достойным. Вскоре на место падения приезжают агенты организации «Щ.И.Т.». Смертный Тор узнаёт о молоте и, прорвавшись на базу «Щ.И.Т.», пытается его поднять, однако ему не удаётся. Некоторое время спустя приёмный сын Одина Локи отправляет на Землю Разрушителя. Тор жертвует собой, после чего Мьёльнир возвращается к нему и исцеляет его. Тор использует его в битве со своим братом Локи, в конечном итоге с его помощью уничтожает мост Биврёст.

### Битва с Локи и Альтроном
В 2012 году Тор находит Локи на Земле и нападает на него. Однако в процессе разговора, на Тора нападает Тони Старк / Железный человек. После короткой битвы, к ним присоединяется Стив Роджерс / Капитан Америка, и Тор ударяет молотом по щиту Капитана, создавая мощную взрывную волну. Позже, на корабле гелликариере Брюс Бэннер превращается в Халка и вступает в битву с Тором, и последний использует молот, чтобы обездвижить Халка. После прыжка Халка с корабля, Локи заводит Тора в ловушку, и Тор при помощи Мьёльнира освобождается. Позже Тор присоединяется к Мстителям и использует молот против армии Читаури. После победы над Локи, Тор отправляется с ним в Асгард.
В 2013 году Тор использует Мьёльнир в битве с тёмными эльфами под предводительством Малекита. С помощью молота, Тор пытается уничтожить Эфир, после чего побеждает эльфов в Лондоне.
В 2015 году Мьёльнир используется Тором в битве против сил преступной организации «Гидра» в тандеме со щитом Стива Роджерса. На вечеринке по случаю победы, Тор предлагает другим Мстителям поднять молот, и все терпят неудачу, кроме Роджерса, которому удается слегка сдвинуть его, удивив Тора. Некоторое время спустя, Старк и Бэннер с помощью молний, созданных Мьёльниром Тора, создают Вижна, чтобы противостоять Альтрону. Мстители изначально не доверяют Вижну, однако в процессе разговора, он поднимает Мьёльнир, чем завоёвывает доверие Мстителей. Позже, Вижн также использует Мьёльнир, чтобы спасти Тора, и после победы над Альтроном, Старк и Роджерс шутят, что Вижн, будучи искусственным интеллектом может поднять молот только из-за того, что машина.

### Уничтожение Мьёльнира и создание Громсекиры
В 2017 году Тор отправляется в Муспельхейм и использует Мьёльнир, чтобы победить Суртура и его приспешников, предотвращая Рагнарёк. После гибели Одина, Хела сбегает из своей тюрьмы и уничтожает Мьёльнир. В видении Тору, Один заявляет, что Мьёльнир был средством использования его силы, а не её источником и после победы над Хелой, Тор и часть спасённых асгардцев сбегают на корабле «Властитель» с разрушающегося Суртуром Асгарда.
Через некоторое время в 2018 году, безумный титан Танос нападает на корабль «Властитель», убивает Хеймдалла и Локи, и получив Камень Пространства, с помощью Камня Силы уничтожает корабль. Выживший Тор отправляется в Нидавеллир с Ракетой и Грутом с целью создания оружия против Таноса. Находящийся там гном Эйтри создает замену Мьёльниру — Громсекиру, секиру с силой, аналогичной Мьёльниру, и способностью создавать Биврёст. Тор ценой жизненных сил перезапускает поврежденную кузницу умирающей звезды, и с помощью излучения звезды создает оружие. Грут завершает Громсекиру, используя свою собственную руку, чтобы соединить части вместе, создавая рукоятку. После этого, Тор исцеляется и с её помощью перемещается в Ваканду, и использует её в битве с Аутрайдерами. После появления Таноса, Тор нападает на него и, преодолевая силу полностью собранной Перчатки Бесконечности, смертельно ранит Таноса в грудь. Тем не менее, Танос совершает щелчок пальцами, уничтожает половину всей жизни во Вселенной, а затем сбегает, исцеляясь с помощью Камней Бесконечности.

### Битва за Землю
Через несколько недель после щелчка Тор вместе со Мстителями отправляется на планету Сад и, узнав, что Танос уничтожил Камни Бесконечности, Тор обезглавливает Таноса с помощью Громсекиры.
Пять лет спустя в 2023 году после того, как Тони Старк изобретает машину для путешествий во времени, Тор участвует в операции «Хрононалёт» и отправляется с Ракетой в Асгард 2013 года, чтобы получить Камень Реальности. Находясь в альтернативном Асгарде, Тор призывает Мьёльнир этой вселенной и забирает его с собой. Он переносит Мьёльнир в настоящее и использует его вместе с Громсекирой против альтернативной версии Таноса 2014 года. Тор использует оба оружия, чтобы усилить броню Железного человека, чтобы помочь ему в бою. После этого, Тор с помощью Громсекиры отправляет в Таноса Мьёльнир, однако Танос прикрывается Старком и последний из-за этого теряет сознание. Тор вступает с Таносом в бой и Танос перехватывает Громсекиру и использует её, пытаясь убить Тора. Внезапно, Стив Роджерс поднимает Мьёльнир и спасает Тора, после чего вступает с Таносом в бой, используя его в тандеме со своим щитом. Неспособный поднять молот, Танос пропускает множество ударов, однако выбивает молот из рук Стива, схватив его за кисть, в которой находился молот. Позже, Тор временно отдаёт Стиву молот во время обширной битвы. Во время битвы, Стив спасает Питера Паркера / Человека-паука с помощью молота, и зацепившись за него, Паркер пытается доставить Перчатку Бесконечности в прошлое, однако корабль Таноса прерывает сцепку. Позже, Тор нападает на Таноса и использует Мьёльнир чтобы усилить давление Громсекиры, чем также помогает Роджерс, однако Танос освобождается и выбивает оба оружия из рук Тора.
После победы над Таносом, Стив Роджерс возвращает альтернативную версию Мьёльнира в его временную линию 2013 года.

### Восстановление истинного Мьёльнира
В 2025 году больная раком Джейн Фостер приезжает в Новый Асгард и находит обломки Мьёльнира. Чувствую угрозу, Мьёльнир восстанавливается и спасает Джейн от рака, поскольку несколькими годами ранее, Тор зачаровал молот всеми силами защищать Джейн. Тор встречает Джейн и удивляется тем, что молот признал её достойной. Фостер, обладая тем самым силой Тора, использует псевдоним «Могучий Тор» и использует реконструированную версию молота в битве против Горра Убийцы богов и его войск, а также против воинов Зевса во время посещения Всемогущего города. Реконструированный молот демонстрирует новую способность, так как будучи разрушенным, во время битвы разделяется на множество частей для поражения множество целей. Также показано, что Громсекира имеет некоторые черты зависти к Мьёльниру и тяге Тора к нему.
Тор, Фостер и Валькирия преследуют Горра в Царстве Теней, где Фостер видит древние рисунки, на которых изображена Громсекира как способ вызова Биврёста, чтобы войти в Царство Вечности. Фостер определяет ловушку, расставленную Горром, и выбрасывает Громобой, чтобы не дать Горру получить к ней доступ, но Горр побеждает группу и угрожает убить Фостер, вынуждая Тора вызвать Громсекиру обратно. Горр успешно крадёт Громсекиру и ранит Валькирию, прежде чем ослабленная Фостер падает. Фостер узнает, что использование Мьёльнира на самом деле усугубляет её рак, истощая её жизненные силы. В финальном противостоянии с Горром она, тем не менее, ценой своей жизни использует Мьёльнир, чтобы уничтожить Некромеч. Горру удается использовать Громсекиру, чтобы достичь Вечности, но Тор убеждает Горра использовать свое желание, чтобы возродить свою потерянную дочь Любовь. Джейн умирает и Тор забирает оставленный Мьёльнир. В конце концов, Тор усыновляет Любовь, которую восстановила Вечность, и Тор отдаёт Любви Громсекиру, одновременно возвращая возможность использования восстановленного Мьёльнира.

## Альтернативные версии
Альтернативные версии Мьёльнира появляются в фильме «Мстители: Финал» (2019), первом сезоне сериала «Локи» (2021) и первом сезоне анимационного сериала «Что, если…?» (2021).

### Мьёльнир 2013 года
Альтернативную версию Мьёльнира Тор забирает из Асгарда 2013 года во время операции «Хрононалёт». После использования, молот возвращается во временную линию Стивом Роджерсом.

### «Локи» (2021)
Разрушенная альтернативная версия Мьёльнира, принадлежащая Трогу, появляется в пятом эпизоде «Journey into Mystery» сериала «Локи» (2021) в Пустоте. В том же эпизоде вариант Локи, описанный как Хвастливый Локи, «владеет молотом, очень похожим на Мьёльнир».

### «Что, если…?» (2021)

#### Коллекция Тивана
В альтернативном 2008 году другая альтернативная версия Мьёльнира появляется в коллекции Танелиира Тивана / Коллекционера на Забвении.

#### Убийство Тора
В альтернативном 2011 году Мьёльнир также появляется в пустыне, однако при попытке его поднять Тора застреливает Клинт Бартон. Позже выясняется, что за убийством Тора стоял Хэнк Пим, уменьшившийся и ударивший Бартона по руке.

#### Вечеринка Тора
В альтернативном году Тор прилетает на Землю и устраивает космическую вечеринку. Из-за неё Мария Хилл вызывает Кэрол Дэнверс / Капитана Марвел, в результате чего у них возникает сражение. По необъяснимым причинам Тор остаётся единственным в этой вселенной, кто может поднять молот, несмотря на то, что Один никогда не зачаровывал его чарами «достоинства».

#### Завоевания Альтрона
В альтернативном 2015 году Альтрон осуществляет свой замысел и убивает Тора и множество Мстителей, уничтожив Мьёльнир.

#### Уничтожение Альтрона
Альтернативная версия Альтрона захватывает Мультивселенную, вынуждая Наблюдателя собрать команду «Стражи Мультивселенной», в состав которой входит Тор, устроивший космическую вечеринку. В процессе битвы, Тор использует Мьёльнир против Альтрона, в результате чего «Верховный» Стрэндж с помощью заклинаний делает множество копий Мьёльнира, направляя их в Альтрона. После победы над Альтроном, Тор с Мьёльниром возвращается в свою временную линию.

## Продвижение и товары
Мьёльнир также появляется на плакате в июне 2014 года, рекламирующем предстоящий фильм «Человек-муравей» (2015), где главный герой в уменьшенной форме стоит на молоте, хотя в самом фильме такого не было.
В сериале «Соколиный глаз» (2021) для Disney+ представлен вымышленный спектакль во вселенной «Роджерс: Мюзикл», бродвейский мюзикл, в котором актёр играет Тора с искусственным Мьёльниром.